# Carinodes fulgor
Carinodes fulgor är en stekelart som beskrevs av Porter 1980. Carinodes fulgor ingår i släktet Carinodes och familjen brokparasitsteklar. Inga underarter finns listade.